# Still Feels Good
Pour les articles homonymes, voir Feel Good.
Albums de Rascal Flatts
Me and My Gang
(2006) Unstoppable
(2009)
Still Feels Good est le 5e album studio du groupe de musique country Rascal Flatts, sorti en 2007.
Il est certifié double disque de platine aux États-Unis (plus de deux millions d'exemplaires vendus).

## Liste des pistes de l'album
| No  | Titre                             | Durée |
| --- | --------------------------------- | ----- |
| 1.  | Take Me There                     | 4:26  |
| 2.  | Here                              | 3:35  |
| 3.  | Bob That Head                     | 4:02  |
| 4.  | Help Me Remember                  | 4:12  |
| 5.  | Still Feels Good                  | 3:55  |
| 6.  | Winner at a Losing Game           | 4:48  |
| 7.  | No Reins                          | 3:21  |
| 8.  | Every Day                         | 4:15  |
| 9.  | Secret Smile                      | 3:49  |
| 10. | Better Now                        | 3:08  |
| 11. | She Goes All the Way              | 4:00  |
| 12. | How Strong Are You Now            | 3:51  |
| 13. | It's Not Supposed to Go Like That | 3:59  |

## Classements
| Classement musical             | Meilleure position |
| ------------------------------ | ------------------ |
| France                         | 3                  |
| Belgique (Flanders)            | 3                  |
| Belgique (Wallonie)            | 3                  |
| Canada (Canadian Albums Chart) | 3                  |
| États-Unis (Billboard 200)     | 1                  |